# Torneo de Florencia
El Torneo de Florencia, oficialmente UniCredit Firenze Open, es un torneo oficial de tenis correspondiente al calendario masculino en la categoría ATP Tour 250 que se juega en la ciudad italiana de Florencia a finales de año. Se juega sobre canchas duras cubiertas. El torneo estuvo presente en el calendario de los torneos ATP de 2022 en sustitución del Torneo de Moscú, eliminado del calendario como sanción a Rusia por la invasión rusa de Ucrania.

## Resultados

#### Individual masculino
| Año  | Campeón               | Finalista         | Marcador |
| ---- | --------------------- | ----------------- | -------- |
| 2022 | Félix Auger-Aliassime | Jeffrey John Wolf | 6-4, 6-4 |

#### Dobles masculino
| Año  | Campeones                            | Finalistas                 | Marcador    |
| ---- | ------------------------------------ | -------------------------- | ----------- |
| 2022 | Nicolas Mahut Édouard Roger-Vasselin | Ivan Dodig Austin Krajicek | 7-6(4), 6-3 |